# Robert Byrne (szachista)
Robert Eugene Byrne (ur. 20 kwietnia 1928 w Nowym Jorku, zm. 12 kwietnia 2013 w Ossiningu) – amerykański szachista i dziennikarz, pretendent do tytułu mistrza świata w szachach.

## Kariera szachowa
W latach 60. i 70. należał do szerokiej czołówki światowej. W roku 1972 wygrał mistrzostwa Stanów Zjednoczonych, zaś w latach 1960 i 1962 zdobywał tytuły wicemistrzowskie. W roku 1964 otrzymał tytuł arcymistrza po bardzo dobrym występie na turnieju w Buenos Aires, w którym zajął III miejsce (za Tigranem Petrosjanem i Paulem Keresem). W roku 1967wystąpił po raz pierwszy w turnieju międzystrefowym w Sousse, ale bez sukcesu. Po raz drugi pojawił się na liście startowej turnieju międzystrefowego w roku 1973 w Leningradzie. W turnieju tym odniósł życiowy sukces, zajmując III miejsce i awansując do meczów pretendentów. W I rundzie tych rozgrywek spotkał się w roku 1974 w San Juan z byłym mistrzem świata, Borisem Spasskim, któremu uległ 1½ – 4½. Kolejny start w międzystrefowym turnieju w Biel w roku 1976 zakończył na dobrym, ale nie dającym awansu, VI miejscu.
W późniejszych latach nie osiągnął już podobnej klasy rezultatów, stopniowo poświęcając się pracy dziennikarskiej. W latach 1972–2006 prowadził szachową kolumnę w nowojorskim dzienniku The New York Times.
W latach 1952–1978 reprezentował Stany Zjednoczone na 9 szachowych olimpiadach, w roku 1976 na I szachownicy. W swoim dorobku posiada 7 medali: 1 złoty (1976), 3 srebrne (1960, 1966 i 1960 indywidualnie za wynik na III szachownicy) oraz 3 brązowe (1974, 1978 i 1952 za wynik indywidualny na III szachownicy). Ogółem na olimpiadach rozegrał 116 partii i zdobył 77½ pkt.
Najwyższy ranking w karierze osiągnął 1 lipca 1973, z wynikiem 2605 punktów dzielił wówczas 12-14. miejsce na światowej liście FIDE, jednocześnie zajmując 2. miejsce (za Robertem Fischerem) wśród amerykańskich szachistów.

## Życie prywatne
Brat Roberta Byrne'a, Donald (ur. 1930, zm. 1976), był również znanym szachistą (posiadał tytuł mistrza międzynarodowego).

## Publikacje
- Beginning Chess (1972)
- Both Sides of the Chessboard (1974, wspólnie z Iwo Nejem)